# HD 33554
HD 33554，又名BD+15 759，SAO 94377、HR 1684，是一颗恒星，视星等为5.18，位于銀經186.63，銀緯-13.57，其B1900.0坐标为赤經5h 5m 56.8s，赤緯+15° -13.57′ 20″。